# نام جونغ هيون
نام جونغ هيون هو كاتب كوري الجنوبي، ولد في 13 ديسمبر 1933.